# John Lovell (imprimeur)
Pour les articles homonymes, voir Lovell et John Lovell.
John Lovell (1810-1893) est un imprimeur et un éditeur canadien.

## Biographie
Né en Irlande, John Lovell arrive au Canada en 1820 où il trouve un emploi dans l'imprimerie d'Edward Vernon Sparhawk à Montréal.
En 1836, il lance sa propre entreprise d'imprimerie qui devient en 1874 la Lovell Printing and Publishing Company. L'entreprise est installée sur la rue Saint-Nicolas dans le Vieux-Montréal. Il ouvre également des succursales ailleurs au Canada et aux États-Unis. Avec son partenaire et beau-frère John Gibson, ils lancent le Literary Garland, première revue littéraire d’Amérique du Nord britannique à remporter du succès, mais aussi la première à payer ses collaborateurs, parmi lesquels on retrouve Susanna Moodie et Eliza Lanesford Cushing.
On lui doit l’édition de plusieurs ouvrages littéraires anglais et français, de partitions de musique, d'ouvrages de poésie, de manuels scolaires (dont les Lovell’s Series of School Books), de journaux, de magazines, de publications gouvernementales en français et en anglais et d'annuaires. Histoire du Canada de François-Xavier Garneau fut imprimé par ses soins. Ses annuaires constituaient des ouvrages d'importance, comme son Lovell’s Canadian Dominion Directory de 2 562 pages. Le Montreal Directory, paru pour la première fois en 1840, est imprimé jusqu'en 1977. L'annuaire recense tous les résidents de Montréal en fournissant le nom, l'adresse et la profession ; il contient également plusieurs annonces d'entreprises montréalaises. De ce fait, il constitue une précieuse source d'informations pour les historiens.
Sa femme, Sarah Kurczyn, que Lovell épouse en 1849 et qui aura douze enfants, lancera une école pour jeunes filles âgées de 15 à 20 ans.
John Lovell aura contribué à l'essor de l'imprimerie au Canada et à la protection des auteurs. À sa mort, sa société passe aux mains de son fils aîné Robert Kurczyn. Encore en activité en 2019, elle est dirigée par la cinquième génération de Lovell. Elle porte désormais le nom de Lovell Litho & Publications.

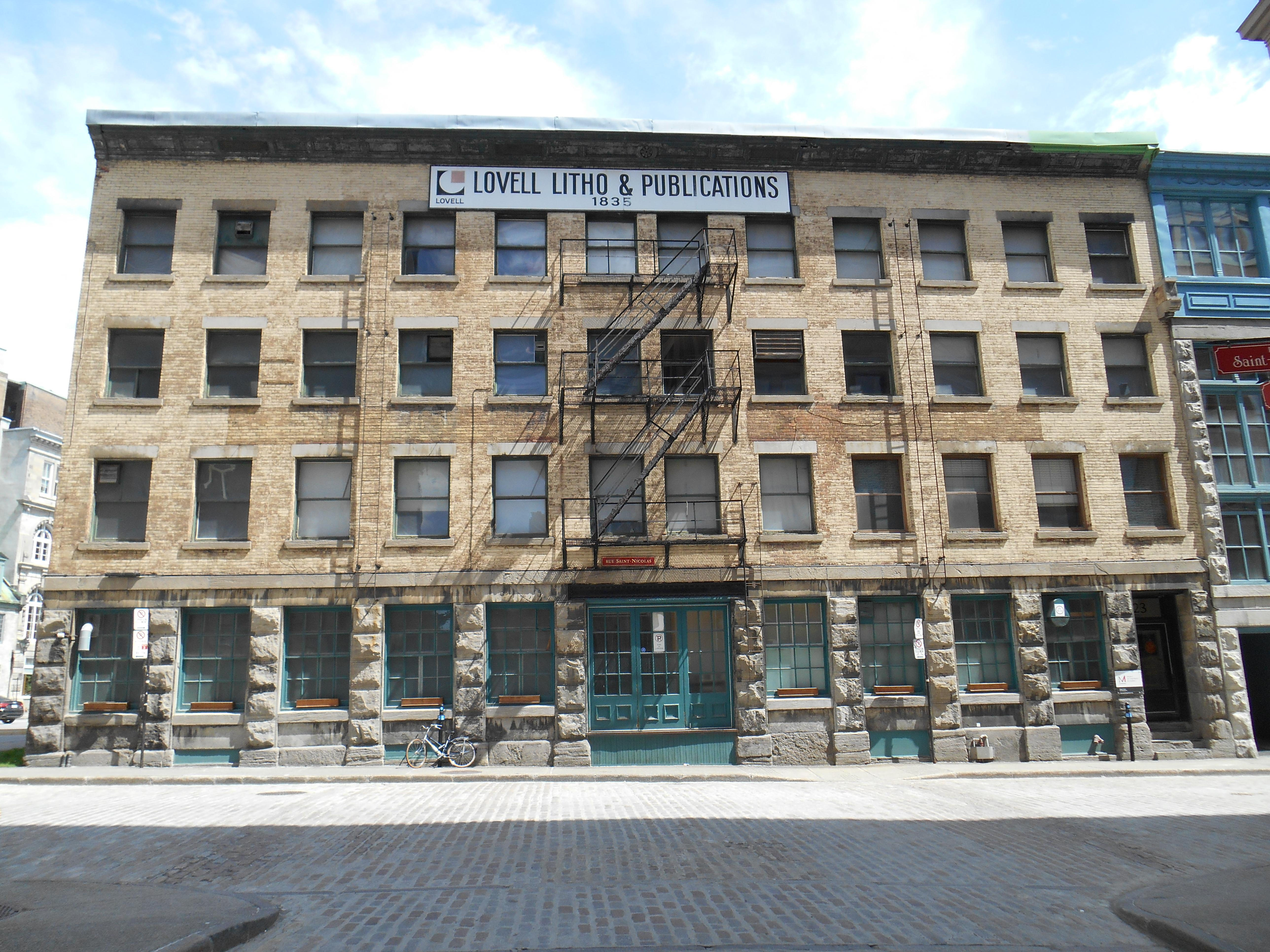
Imprimerie de John Lovell dans le Vieux-Montréal
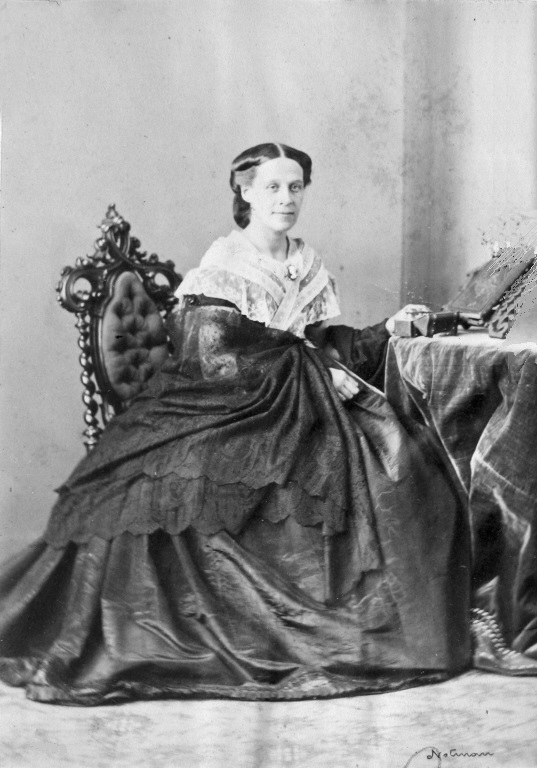
Madame Lovell